# ニック・ブラックマン
ニコラス・アレクサンダー・ブラックマン（英語: Nicholas Alexander Blackman、ヘブライ語: ניקולאס אלכסנדר בלקמן、1989年11月11日 - ）は、バルバドス、イングランド、オランダ、ポーランド、イスラエルのサッカー選手。バルバドス代表。ポジションはFW。

## クラブ歴

### ユース
グレーター・マンチェスターのサルフォード生まれ。8歳の時にマンチェスター・ユナイテッドFCの下部組織に加入し5年間在籍した。その後、バリーFC、プレストン・ノースエンドFCの下部組織に在籍した。
13歳の時にはマカビア競技大会にイギリス学生代表として参加している。

### マクルズフィールド・タウン
2005年にマクルズフィールド・タウンFCの下部組織に加入。ユースチームでの活躍から2007年3月8日にプロ契約を締結した。フットボールリーグ2所属のトップチームで出場し選手初出場を記録した後、プレシーズンに負傷し出遅れた。
2007年11月23日に選手初得点を記録した。マクルズフィールド・タウンでは合計で12試合1得点、途中出場が主であった。

### ブラックバーン・ローヴァーズ
2009年1月12日、トライアルを経てプレミアリーグのブラックバーン・ローヴァーズFCに2年半契約で移籍した。

#### ブラックプール
2009年3月3日にEFLチャンピオンシップのブラックプールFCに1ヶ月の契約で期限付き移籍。同日の試合で移籍後初出場を記録した。同月10日にはスターティングメンバーとして出場した。

#### オールダム・アスレティック
2009年8月20日にフットボールリーグ1のオールダム・アスレティックAFCに1ヶ月の契約で期限付き移籍。同月22日の試合でフル出場し移籍後初出場を記録した。同月29日には移籍後初得点を記録した。期限付き移籍期間は後に2010年1月まで延長された。

#### スコットランド
2010年8月13日、半年の契約でスコティッシュ・プレミアリーグのマザーウェルFCに期限付き移籍。11月にはハットトリックを記録し、18試合10得点と活躍した。
2011年1月13日、半年の契約で同じくスコティッシュ・プレミアリーグのアバディーンFCに期限付き移籍。

#### 復帰
2011-12シーズンにブラックバーン・ローヴァーズに復帰。プレミアリーグ・アジアトロフィーでは傑志体育会戦でペナルティキックを決めた。8月11日の試合でプレミアリーグ初出場を記録した。

### シェフィールド・ユナイテッド
2012年8月10日、フットボールリーグ1のシェフィールド・ユナイテッドFCに2年半契約、移籍金は報じられる所によると11万5000ポンドに加えて次の移籍金の20%がブラックバーン・ローヴァーズに入る条項で加入。EFLチャンピオンシップ所属の複数クラブからもオファーを受けていたが、それを蹴っての加入となった。翌日の試合で移籍後初出場初得点を記録。レギュラーとして活躍し、半年で合計33試合14得点と活躍した。この活躍にクリスタル・パレスFCやレディングFCが獲得に動き、シェフィールド・ユナイテッド側もこのオファーに応じたが、彼自身が移籍を拒否した。

### レディング
2013年1月30日、プレミアリーグのレディングFCに3年半契約で移籍、移籍金は非公表であるが、報じられる所によると135万ポンドあたりで次の移籍金の20%がシェフィールド・ユナイテッドに入る契約であるとされている。2月2日にパヴェル・ポグレブニャクに代わって投入され移籍後初出場。しかしクラブは1年でEFLチャンピオンシップに降格した。

### ダービー・カウンティ
2016年1月6日、3年半契約でEFLチャンピオンシップのダービー・カウンティFCに移籍、移籍金は報じられる所によると300万ポンド越えとされている。移籍後唯一の得点となったのは2016年9月27日の試合での得点であった。

#### マッカビ・テルアビブ
2017年8月、イスラエル・プレミアリーグのマッカビ・テルアビブFCに1シーズンの期限付き移籍。31試合10得点を記録した。

#### スポルティング・デ・ヒホン
2018年8月15日、セグンダ・ディビシオンのスポルティング・デ・ヒホンに1シーズンの期限付き移籍。

### マッカビ・テルアビブ
2019年7月にダービー・カウンティから放出され、同月17日に2年契約でマッカビ・テルアビブFCに完全移籍で加入。2019-20シーズンの前半から好調なプレーを見せたものの、怪我のためにシーズンの大半を棒に振ってしまった。このシーズンの彼は18試合1得点であったが、クラブは優勝した。
2020年8月8日にイスラエル・スーパーカップ第1試合で2得点をあげた。更に同月19日にはUEFAチャンピオンズリーグ 2020-21 予選のリガFC戦でも2得点をあげた。7日後の同予選・FKスードゥヴァ・マリヤンポレ戦でも得点をあげた。

## 代表歴
本人曰く、イングランド、バルバドス、オランダ、ポーランド、イスラエルの代表として出場する権利を有していた。2019年にバルバドス代表を選択、同年9月5日の2019 CONCACAFネーションズリーグのサン・マルタン代表戦で代表初出場、2得点をあげて代表初得点も記録した。

## 私生活
生まれはグレーター・マンチェスターのサルフォード。父親はバルバドス出身のキリスト教徒で、母親はイングランド生まれのユダヤ教徒。母方の祖父はポーランド生まれでアウシュヴィッツ＝ビルケナウ強制収容所から生還した人物、母方の祖母はオランダ生まれでユダヤ人に引き取られてユダヤ教に改宗した人物である。彼自身もバル・ミツワーである。